# Peter Breunig (Archäologe)
Peter Breunig (* 23. April 1952 in Flörsheim am Main) ist ein deutscher Prähistoriker.

## Leben
Breunig studierte Vor- und Frühgeschichte, Geologie und Ethnologie in Frankfurt am Main und Köln. Nach der Promotion 1983 mit einer Arbeit über die C14-Chronologie des vorderasiatischen, südost- und mitteleuropäischen Neolithikums und der 1989 in Köln erfolgten Habilitation mit einer Schrift über Der Brandberg – Untersuchungen zur Besiedlungsgeschichte eines Hochgebirges in Namibia nahm er 1992 den Ruf auf die Professur für Vor- und Frühgeschichte Afrikas an der Goethe-Universität in Frankfurt am Main an. Von 1998 bis 2002 war er Sprecher des Sonderforschungsbereichs 268 Kulturentwicklung und Sprachgeschichte im Naturraum der westafrikanischen Savanne. Seit 2003 ist er gemeinsam mit Sonja Magnavita Herausgeber des Journal of African Archaeology.
Breunigs Forschungsschwerpunkt ist die Vorgeschichte Afrikas (regionale Spezialisierung: Westafrika (eigene Feldforschungen in: Burkina Faso, Namibia, Nigeria)) (Forschungsthemen: Entstehung und Entwicklung früher bäuerlich-pastoraler Gemeinschaften in der Sahelzone Westafrikas (Neolithisierung Westafrikas) und kulturelle Umbrüche und Innovationen in ökologischen Übergangszonen).
Im Februar 2017 wurde Breunig in der Nähe des nigerianischen Dorfes Janjala im Süden des Kaduna State gemeinsam mit seinem Mitarbeiter Johannes Behringer bei Feldforschungen zur Nok-Kultur entführt. Zwei Nigerianer, die den Entführern folgten, wurden dabei ermordet, zwei anwesende deutsche Frauen wurden nicht behelligt. Nach drei Tagen kamen die Entführten wieder frei.
Breunigs Bruder ist der Politikwissenschaftler Werner Breunig.

## Schriften (Auswahl)
- 14C-Chronologie des vorderasiatischen, südost- und mitteleuropäischen Neolithikums. Köln 1987, ISBN 3-412-04187-4.
- Der Brandberg. Untersuchungen zur Besiedlungsgeschichte eines Hochgebirges in Namibia. Köln 2003, ISBN 3-927688-23-1.
- als Herausgeber: Nok. African sculpture in archaeological context. A joint research programme by Goethe-Universität Frankfurt, Germany & National Commission for Museums and Monuments Abuja, Nigeria. In conjunction with the Exhibition Nok – ein Ursprung Afrikanischer Skulptur, Liebieghaus Skulpturensammlung, Frankfurt am Main, Germany, October 30, 2013 - March 23, 2014. Frankfurt am Main 2014, ISBN 978-3-937248-46-2.
- Archäologischer Reiseführer Namibia. Frankfurt am Main 2014, ISBN 978-3-937248-39-4.

## Einzelbelege
1. ↑  Thomas Scheen, Nairobi: Bei Ausgrabungsarbeiten: Zwei Archäologen aus Frankfurt in Nigeria entführt. In: FAZ.NET. ISSN 0174-4909 (faz.net [abgerufen am 5. Mai 2021]).
2. ↑  Christian Scheh: Entführte Archäologen aus Frankfurt wieder frei. In: fnp.de. 5. November 2018, abgerufen am 17. Februar 2024.

| Personendaten    | Personendaten           |
| ---------------- | ----------------------- |
| NAME             | Breunig, Peter          |
| KURZBESCHREIBUNG | deutscher Prähistoriker |
| GEBURTSDATUM     | 23. April 1952          |
| GEBURTSORT       | Flörsheim am Main       |